# Limotettix schedia
Limotettix schedia är en insektsart som beskrevs av Hamilton. Limotettix schedia ingår i släktet Limotettix och familjen dvärgstritar. Inga underarter finns listade i Catalogue of Life.